# Rue Lévêque

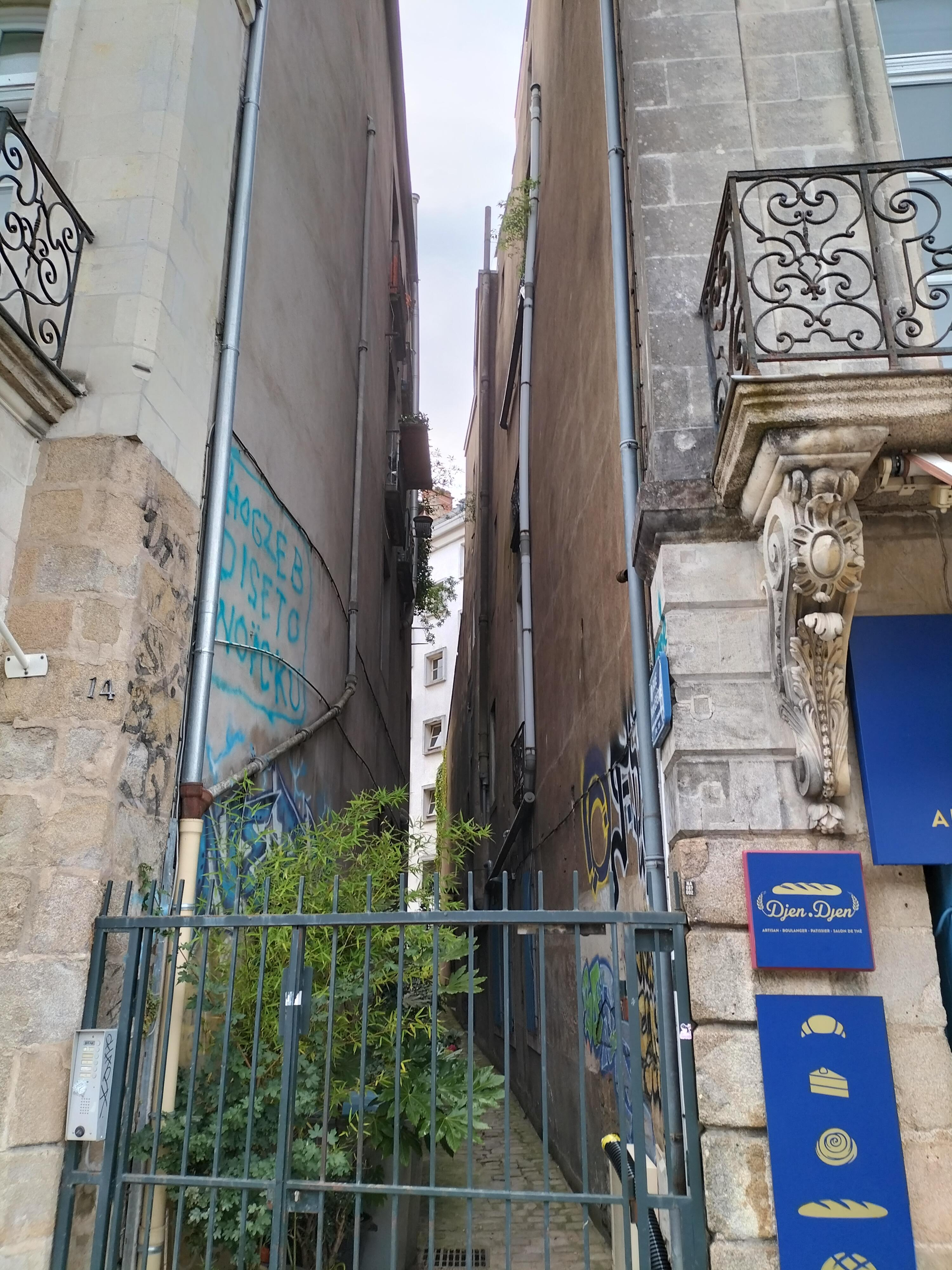
Rue Lévêque

La rue Lévêque est une voie de la ville de Nantes, dans le département français de la Loire-Atlantique.

## Situation et accès
Située dans le centre-ville de Nantes, la rue part du quai de la Fosse pour aboutir en impasse. Elle est bitumée et ouverte à la circulation automobile.

## Origine du nom
Elle rend hommage au mathématicien nantais Pierre Lévêque (1746-1814).

## Historique
Elle porte son nom depuis 1818.
Jusqu'à la reconstruction du quartier au lendemain de la Seconde Guerre mondiale, la rue du Chêne-d'Aron desservait le haut de la rue Lévêque (qui n'était donc pas une impasse), avant de déboucher sur la rue Foucroy. Le percement de la rue Maréchal-de-Lattre-de-Tassigny fera disparaître cette configuration.